# Apodemus peninsulae
Apodemus peninsulae е вид бозайник от семейство Мишкови (Muridae). Видът е незастрашен от изчезване.

## Разпространение
Разпространен е в Казахстан, Китай, Монголия, Русия, Северна Корея, Южна Корея и Япония (Хокайдо).

## Описание
Теглото им е около 2 g.
Продължителността им на живот е около 4,4 години. Популацията на вида е стабилна.